# 阿尔宾·塔希里
阿尔宾·塔希里（Albin Tahiri，1989年2月15日—）是生於斯洛文尼亚的科索沃高山滑雪選手，父親是科索沃人。
他是2018年冬季奧林匹克運動會科索沃代表團唯一一位選手並擔任該屆冬奧開幕式入場旗手。